# Народна библиотека и читаоница „Његош” Цетиње
Јавна установа Народна библиотека и читаоница "Његош" Цетиње" на Цетињу је народна (јавна) и матична библиотека основана 4. фебруара 1868. године. Њени оснивачи су: црногорски суверен Никола I, митрополит Иларион Рогановић и 19 најугледнијих личности ондашње Црне Горе.

## Историјат
Јавна установа Народна библиотека и читаоница "Његош" Цетиње" као једна од најстаријих културних установа на просторима Црне Горе основана је 1868. године, и током свог дугог постојања више пута је мењала локацију као и свој статус. Данас Библиотека функционише као самостална јавна установа. Почев од свог оснивања Библиотека је била и остала средиште и место окупљања радника и интелектуалаца и центар културног деловања у читавој Црној Гори крајем XIX и почетком XX века. Под њеним утицајем основана су друштва, музеји, библиотеке - тако да је читаоница основана 1868. године имала велику улогу у утемељивању културног живота Црне Горе. Иницијативом управе Цетињске читаонице донета је Одлука о изградњи  “куће за позориште, библиотеку и музеј” – Зетски дом.
Као Народна библиотека "Његош" формирана је од 1945. године. Све до 1974. године деловала је самостално, да би потом наредних 20 година била у саставу Центра за културу Цетиње. Поново је организована као самостална установа културе 1994. године.

## Библиотека данас
Данас је ЈУ Народна библиотека и читаоница "Његош" Цетиње" савремено организована библиотека која плански прикупља, сређује, чува и даје на коришћење библиотечку грађу и информације свим корисницима.
Библиотека врши стручну обраду монографских публикација према важећим међународним стандардима: ИСБД (м), УДК, стандардима за предметну одредницу и UNIMARC стандарду за електронску обраду публикација. Чланица је COBIB.CG од 2007. године. Локална база Библиотеке тренутно садржи преко 20.000 библиографских записа.

### Америчка читаоница
Америчка читаоница (Амерички угао) при одељењу за одрасле функционише од 13. новембра 2013. године. Својим бројним програмима, трибинама, округлим столовима, бесплатним курсевима енглеског језика, промоцијама настоји да употпуни културно образовни садржај свих корисничких категорија. У свом фонду поседује преко 1000 публикација на енглеском језику.

## Одељења
Библиотека у свом саставу има:
- Одјељење за одрасле и Амерички угао
- Дечије одељење
- Одељење периодике са читаоницом и рефералном збирком
- Одељење стручне обраде
- Завичајна збирка
- Матична служба и статистика
- Легат "Вукомана и Јелисавке Џаковић"

## Фондови
Библиотека поседује преко 115.400 библиотечких јединица, од чега су 40.775 монографске публикације, а преко 74.625 серијске. Годишњи проток публикација износи око 15.500, а читаоницу годишње посјети око 3.000 корисника.

## Матична функција
Библиотека врши Матичну службу над шест школских и две сеоске библиотеке. Укупан фонд тих шест библиотека је преко 64.097 библиотечке јединице.

## Манифестације
Библиотека организује многе промоције, изложбе, литерарне конкурсе/радионице, итд.